# Eleocharis bonariensis
Eleocharis bonariensis är en halvgräsart som beskrevs av Christian Gottfried Daniel Nees von Esenbeck. Eleocharis bonariensis ingår i släktet småsäv, och familjen halvgräs. Inga underarter finns listade i Catalogue of Life.